# Saint-Arnoult (Calvados)
Saint-Arnoult és un municipi francès situat al departament de Calvados i a la regió de Normandia. L'any 2007 tenia 1.004 habitants.

## Demografia

### Població
El 2007 la població de fet de Saint-Arnoult era de 1.004 persones. Hi havia 402 famílies de les quals 118 eren unipersonals (49 homes vivint sols i 69 dones vivint soles), 152 parelles sense fills, 96 parelles amb fills i 36 famílies monoparentals amb fills.
La població ha evolucionat segons el següent gràfic:
Habitants censats

### Habitatges
El 2007 hi havia 899 habitatges, 403 eren l'habitatge principal de la família, 352 eren segones residències i 144 estaven desocupats. 608 eren cases i 290 eren apartaments. Dels 403 habitatges principals, 243 estaven ocupats pels seus propietaris, 143 estaven llogats i ocupats pels llogaters i 17 estaven cedits a títol gratuït; 6 tenien una cambra, 54 en tenien dues, 103 en tenien tres, 105 en tenien quatre i 135 en tenien cinc o més. 352 habitatges disposaven pel capbaix d'una plaça de pàrquing. A 216 habitatges hi havia un automòbil i a 161 n'hi havia dos o més.

### Piràmide de població
La piràmide de població per edats i sexe el 2009 era:
| Homes | Edats   | Dones |
| ----- | ------- | ----- |
| 4     | 95 o +  | 12    |
| 4     | 90 a 94 | 24    |
| 4     | 85 a 89 | 40    |
| 8     | 80 a 84 | 4     |
| 24    | 75 a 79 | 20    |
| 20    | 70 a 74 | 32    |
| 24    | 65 a 69 | 24    |
| 20    | 60 a 64 | 28    |
| 8     | 55 a 59 | 24    |
| 28    | 50 a 54 | 20    |
| 48    | 45 a 49 | 36    |
| 32    | 40 a 44 | 28    |
| 40    | 35 a 39 | 32    |
| 16    | 30 a 34 | 36    |
| 20    | 25 a 29 | 24    |
| 16    | 20 a 24 | 12    |
| 28    | 15 a 19 | 36    |
| 40    | 10 a 14 | 12    |
| 36    | 5 a 9   | 32    |
| 8     | 0 a 4   | 16    |

## Economia
El 2007 la població en edat de treballar era de 584 persones, 435 eren actives i 149 eren inactives. De les 435 persones actives 400 estaven ocupades (200 homes i 200 dones) i 35 estaven aturades (11 homes i 24 dones). De les 149 persones inactives 72 estaven jubilades, 41 estaven estudiant i 36 estaven classificades com a «altres inactius».

### Ingressos
El 2009 a Saint-Arnoult hi havia 498 unitats fiscals que integraven 1.081 persones, la mediana anual d'ingressos fiscals per persona era de 18.627 €.

### Activitats econòmiques
Dels 114 establiments que hi havia el 2007, 2 eren d'empreses alimentàries, 4 d'empreses de fabricació d'altres productes industrials, 17 d'empreses de construcció, 31 d'empreses de comerç i reparació d'automòbils, 4 d'empreses de transport, 10 d'empreses d'hostatgeria i restauració, 1 d'una empresa financera, 5 d'empreses immobiliàries, 17 d'empreses de serveis, 9 d'entitats de l'administració pública i 14 d'empreses classificades com a «altres activitats de serveis».
Dels 33 establiments de servei als particulars que hi havia el 2009, 8 eren tallers de reparació d'automòbils i de material agrícola, 2 paletes, 2 guixaires pintors, 3 fusteries, 7 lampisteries, 2 electricistes, 1 empresa de construcció, 1 perruqueria, 4 restaurants, 2 agències immobiliàries i 1 saló de bellesa.
Dels 12 establiments comercials que hi havia el 2009, 1 era una botiga de més de 120 m², 1 una botiga de menys de 120 m², 1 una fleca, 1 una botiga de congelats, 1 una peixateria, 2 botigues de roba, 1 una botiga de roba, 1 una botiga d'electrodomèstics, 2 botigues de material esportiu i 1 una joieria.
L'any 2000 a Saint-Arnoult hi havia 4 explotacions agrícoles.

## Equipaments sanitaris i escolars
El 2009 hi havia una escola elemental.

## Poblacions més properes
El següent diagrama mostra les poblacions més properes.